# Donnerhall
Donnerhall (né le 31 mai 1981, mort le 14 janvier 2002) est un cheval de dressage allemand.

## Biographie
Donnerhall naît dans l'élevage d'Otto Gärtner et est vendu poulain à Otto Schulte-Frohlinde.
Il commence la compétition en 1984. Il est ensuite confié à Herbert et Karin Rehbein et atteint en deux ans le niveau du Grand Prix. Il est apprécié pour son passage expressif, son piaffer et son pas espagnol.
Avec Karin Rehbein comme cavalière, Donnerhall remporte 65 Grands Prix, la médaille d'or par équipe et de bronze en individuel aux Jeux équestres mondiaux 1994 à La Haye et aux Championnats d'Europe 1997 à Verden. Lors des Jeux équestres mondiaux 1998 à Rome, il remporte l'or par équipe et atteint la quatrième place au classement individuel. Il s'agit de sa dernière compétition. Il prend sa retraite à l'âge de 17 ans.
Parallèlement à la compétition, il mène une carrière d'étalon. Il a ensemencé 450 juments et donné naissance à 77 poulains. Bon nombre de ses descendants participent aux Jeux Olympiques et à des compétitions internationales. Les plus connues sont la jument Primavera et les mâles Don Schufro, Davignon I, Don Primero, De Niro, Donner Bube, Don Gregory, Donnerschwee, Don Frederico et Donnerball. Tous les chevaux de l'équipe allemande de dressage aux Jeux olympiques d'été de 2012 sont des fils de Donnerhall : Damon Hill, Deichgraf (fils), Desperados (petit-fils) et Diva Royal (petite-fille).
Il meurt en 2002 d'une intoxication intestinale aiguë.
En juin 2007, une statue en bronze de l'étalon est érigée à Oldenbourg.